# Dolní Benešov (stacja kolejowa)
Dolní Benešov – stacja kolejowa w Dolnym Benešovie, w kraju morawsko-śląskim, w Czechach. Znajduje się na wysokości 235 m n.p.m. i leży na linii kolejowej nr 317.